# 马榕站
马榕站（福州話：/mɑ˨˩ yŋ˥˧/）位于中华人民共和国福建省福州市仓山区金洲北路与金华路交叉口地下，是福州地铁5号线的地铁车站，于2022年4月29日启用。

## 车站结构
马榕站位于金洲北路下方，沿金洲北路南北向布设。本站为地下二层车站，车站总长度206.5米，总建筑面积为12179.85平方米。地下一层为站厅层；地下二层为站台层，岛式站台。
| 地面层   | 出入口                               |  | 出入口                       |
| 地下一层 | 站厅                                 |  | 票务服务、自动售票机         |
| 地下二层 | 1                                    |  | 5号线 往荆溪厚屿（阵坂）     |
| 地下二层 | 岛式站台，列车运行方向左侧的车门开启 |  |                              |
| 地下二层 | 2                                    |  | 5号线 往福州火车南站（金山） |

### 出入口与周边
马榕站目前开放三个出入口，其中无障碍电梯与卫生间均位于B出入口。
| 马榕站出入口信息            | 马榕站出入口信息 | 马榕站出入口信息 | 马榕站出入口信息 |
| --------------------------- | ---------------- | ---------------- | ---------------- |
|                             |                  |                  |                  |
| 编号                        | 设施             | 位置             | 接驳交通         |
| 出口 · A                    |                  | 车站东北口       |                  |
| 出口 · B                    |                  | 车站西北口       |                  |
| 出口 · C                    |                  | 车站西南口       | 瑞达电子         |
| 注： 设有电梯 \| 设有卫生间 |                  |                  |                  |

## 历史
- 2016年7月20日，于福州市轨道交通5号线一期工程环境影响评价第一次公示中提及设置金华路站。[3][4]
- 2017年12月15日，马榕站一期围挡施工开始。[2]
- 2019年8月10日，马榕站主体结构封顶。
- 2019年12月1日，因车站施工需要，金洲北路（北起金洲北路金岩路口，南至金洲北路金达路口）实行机动车由南往北单向通行。[5]
- 2021年10月28日，马榕站所有附属结构封顶。[6]
- 2022年4月24日，马榕站开放为期三天的免费试乘。[7]
- 2022年4月29日，马榕站启用。[1]